# Xylotrechus aedon
Xylotrechus aedon es una especie de insecto coleóptero de la familia Cerambycidae. Estos longicornios son endémicos de la isla de Santo Tomé (Santo Tomé y Príncipe).
Mide unos 11 mm.